# کنگو مرکزی
کنگو مرکزی (به لاتین: Kongo Central) یک استان‌ در جمهوری دموکراتیک کنگو است که در جمهوری دموکراتیک کنگو واقع شده‌است. کنگو مرکزی ۵۳٬۹۲۰ کیلومترمربع مساحت و ۴٬۵۲۲٬۹۴۲ نفر جمعیت دارد.